# Nina Kunzendorf
Pour les articles homonymes, voir Kunzendorf.
Nina Kunzendorf, née le 10 novembre 1971 à Mannheim (Bade-Wurtemberg), est une actrice allemande.
Elle est connue pour avoir joué dans la série télévisée Tatort et les films Phoenix et La Femme au tableau.

## Filmographie partielle

### Télévision
2017 : Charité

## Distinctions
Sauf indication contraire, les informations mentionnées dans cette section peuvent être confirmées par la base de données cinématographiques IMDb,  présente dans la section « Liens externes ».
- Prix du film allemand 2015 : meilleure actrice dans un second rôle (Beste darstellerische Leistung – weibliche Nebenrolle) pour Phoenix